# Acolasis dimidiata
Coenipeta dimidiata là một loài bướm đêm trong họ Erebidae.